# 闇のあとの光
『闇のあとの光』（やみのあとのひかり、Post Tenebras Lux）は、2012年のメキシコ、フランス、ドイツ、オランダの映画。監督、脚本、製作はカルロス・レイガダス。出演はアドルフォ・ヒメネス・カストロやナタリア・アセベドなど。
2012年、第65回カンヌ国際映画祭のコンペティション部門に出品されて、レイガダスが監督賞を受賞。また同年、第25回東京国際映画祭ではWORLD CINEMA部門に『闇の後の光』の題名で出品された。

## キャスト
- フアン - アドルフォ・ヒメネス・カストロ
- ナタリア - ナタリア・アセベド
- ルートゥ - ルートゥ・レイガダス
- エレアサル - エレアサル・レイガダス
- セブン - ウィレバルド・トーレス